# Benjamin Duhamel
Benjamin Duhamel (* 15. März 1995) ist ein französischer politischer Journalist.

## Leben

### Jugend und Studium
Benjamin Duhamel ist der Sohn von Patrice Duhamel, einem ehemaligen Generaldirektor von France Télévisions, und Nathalie Saint-Criq, einer Politikredakteurin und ehemaligen Leiterin der Politikabteilung von France 2.
Er besuchte das Lycée Henri IV (Paris) und nahm dann am Institut d’études politiques de Paris ein Studium auf, das er 2017 mit einem Diplom abschloss.

### Beruflicher Werdegang
Benjamin Duhamel wurde nach seinem Studium bei RTL angestellt, wechselte 2018 in die Redaktion des Nachrichtensenders LCI und war ab 2019 als politischer Journalist bei BFM TV tätig. Seit September 2023 führt er mit der Sendung BFM Politique das politische Interview am Sonntagmittag sowie mit C'est pas tous les jours dimanche eine weitere politische Sendung am Abend.